# Kuta Bantil
Kuta Bantil is een bestuurslaag in het regentschap Aceh Tenggara van de provincie Atjeh, Indonesië. Kuta Bantil telt 438 inwoners (volkstelling 2010).